# La Flamengrie (Aisne)
La Flamengrie is een gemeente in het Franse departement Aisne (regio Hauts-de-France). De plaats maakt deel uit van het arrondissement Vervins. La Flamengrie telde op 1 januari 2022 1.098 inwoners.

## Geografie
De oppervlakte van La Flamengrie bedroeg op 1 januari 2022 26,43 vierkante kilometer; de bevolkingsdichtheid was toen 41,5 inwoners per km². De plaats wordt doorkruist door de N2.
De onderstaande kaart toont de ligging van La Flamengrie met de belangrijkste infrastructuur en aangrenzende gemeenten.

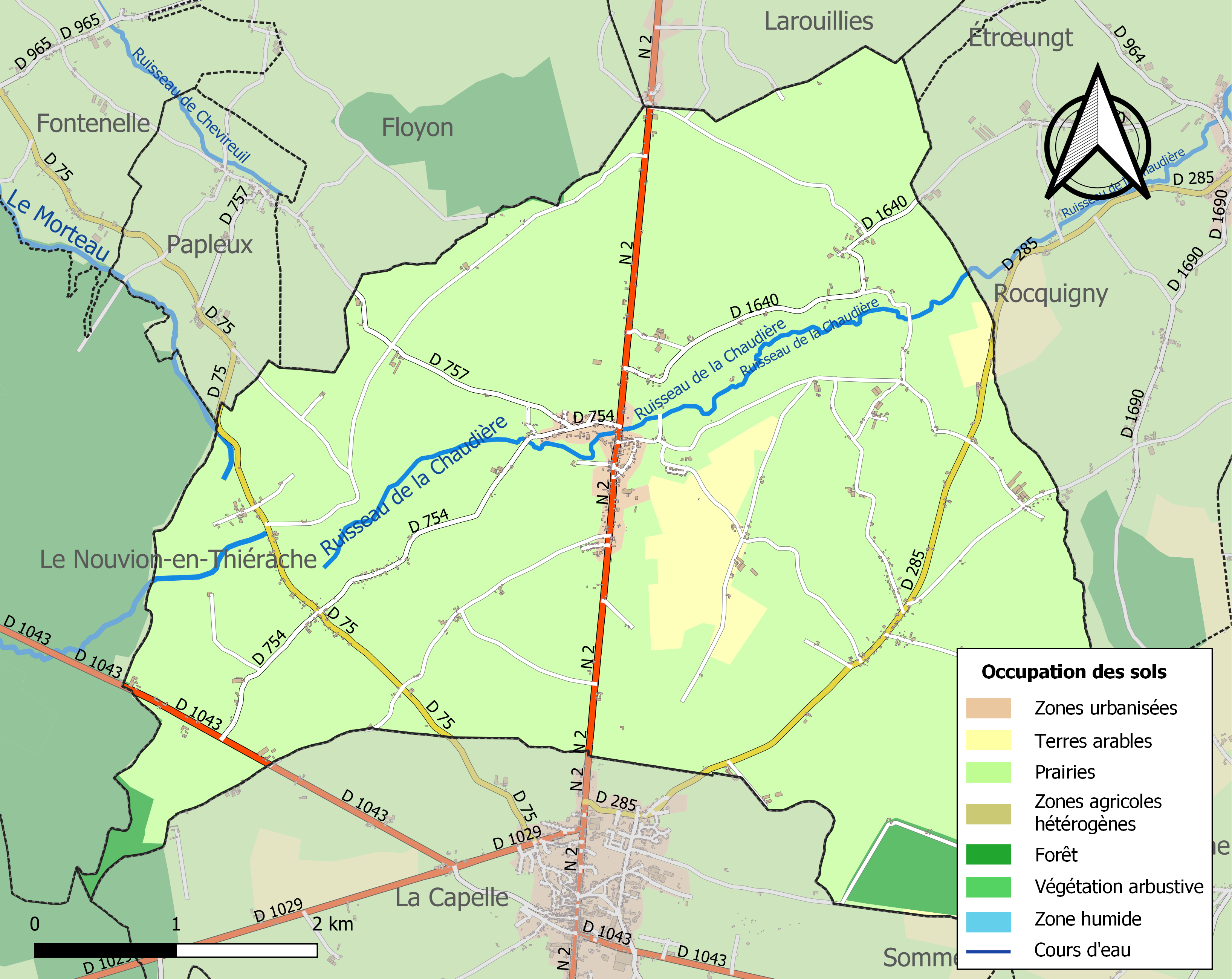

## Demografie
Onderstaande figuur toont het verloop van het inwonertal (bron: INSEE-tellingen).
Vanwege een beveiligingsprobleem met de MediaWiki Graph-software is het momenteel niet mogelijk deze grafiek weer te geven. Zodra de software is bijgewerkt zal de grafiek vanzelf weer zichtbaar worden.